# المحافظ العام
مؤسسة المحافظ العام هي مؤسسة قانونية تتولى توحيد العمل الإداري فيما بين المحافظين على الأملاك العقارية، وتتيح لهم إمكانية الرجوع إليها من أجل الاستشارة بخصوص القضايا الهامة التي تثير إشكالات قانونية في معالجتها، وكذا مراقبة مدى التزام المحافظين بالمقتضيات القانونية الجاري بها العمل خلال ممارستهم للمهام المسندة إليهم.

## التطور التاريخي لمؤسسة المحافظ العام
- قبل صدور الظهير المحدث لمؤسسة المحافظ العام، كان المحافظ على الأملاك العقارية بالرباط هو الذي يمارس مهمة التنسيق وتوحيد العمل الإداري بين المحافظين استنادا إلى مقتضيات الفصل الثاني من ظهير 15/06/1937 الذي تم بموجبه إلحاق مصلحة المحافظة على الأملاك العقارية بمديرية الشؤون الاقتصادية، وكذا الفصل الثاني من القرار الوزيري المؤرخ في 01/09/1937 المبين لكيفية تطبيق ظهير 15/06/1937 المذكور.
- تم إحداث مؤسسة المحافظ العام على الأملاك العقارية بموجب ظهير 24 يونيو 1942 الذي أسند القيام بمهامها إلى المحافظ على الأملاك العقارية بالرباط.
- بصدور الظهير المؤرخ في 29/12/1953 الذي نسخ الظهير المؤرخ في 24/06/1942 تم توضيح اختصاصات المحافظ العام الذي أصبح مؤسسة مستقلة عن مهام المحافظ على الأملاك العقارية بالرباط.
- قبل إحداث الوكالة الوطنية للمحافظة العقارية والمسح العقاري والخرائطية كان المحافظ العام يتولى مهمة مدير مديرية المحافظة العقارية بحيث كان يباشر، بالإضافة إلى مهامه الأساسية المحددة بموجب ظهير 29/12/1953، الاختصاصات المرتبطة بمجال التسيير الإداري لمصالح المحافظات العقارية.
- خلال سنة 2002 تم إحداث الوكالة الوطنية للمحافظة العقارية والمسح العقاري والخرائطية بموجب القانون رقم 58.00 الذي حافظ على نفس اختصاصات ومسؤولية المحافظ العام كما هي محددة بموجب النصوص القانونية الجاري بها العمل.
- تم إقرار تنظيم هيكلي لمصالح الوكالة ابتداء من شهر أبريل 2004، بحيث أصبحت مهام التسيير الإداري لمصالح المحافظات العقارية من اختصاص مدير المحافظة العقارية، كما أصبحت مهام المحافظ العام مرتكزة أساسا على الاختصاصات الموكولة إليه بمقتضى ظهير 29/12/1953.

## مهام المحافظ العام
حدد ظهير 29/12/ 1953 المهمة الأساسية للمحافظ العام في ضمان توحيد العمل الإداري المتعلق بتطبيق نظام التحفيظ العقاري، وذلك من خلال الآليات التالية:
- مراقبة ممارسة مهام المحافظين على الأملاك العقارية الموكولة لهم بمقتضى الفصل الرابع من القرار الوزيري المؤرخ في 04/06/1915 المتعلق بتنظيم مصلحة المحافظة العقارية ؛
- إعطاء التوجيهات والتعليمات العامة والخاصة للمحافظين على الأملاك العقارية، وذلك لضمان توحيد العمل الإداري في مجال تطبيق نظام التحفيظ العقاري؛
- كما يمكن للمحافظ العام، من أجل اتخاذ القرارات، إثارة كافة القضايا المتعلقة بتحفيظ العقارات أو العمليات اللاحقة لها، وذلك إما تلقائيا أو بناء على طلب المعنيين بالأمـــــر.

إضافة إلى الاختصاصات المحددة بظهير 29/12/ 1953 المشار إليها أعلاه، يتولى المحافظ العام القيام بمجموعة من المهام الأخرى المتمثلة فيما يلي:
- إعداد الأجوبة على الأسئلة البرلمانية ذات الصلة بنظام التحفيظ العقاري؛
- إعداد مشاريع النصوص القانونية والتنظيمية المتعلقة بمجال التحفيظ العقاري وتتبعها على مستوى الأمانة العامة للحكومة واللجان البرلمانية المعنية؛
- إبداء الرأي في مشاريع ومقترحات النصوص القانونية المحالة على الوكالة من قبل القطاعات الحكومية المختصة؛
- تدبير المنازعات القضائية المتعلقة بتطبيق نظام التحفيظ العقاري، سواء تلك المرفوعة في مواجهة المدير العام للوكالة أو المحافظ العام أو المحافظين على الأملاك العقارية أو صندوق التأمين المشار إليه في الفصل 100 من ظهير التحفيظ العقاري؛
- البت في طلبات استرداد وجيبات المحافظة العقارية المستخلصة نتيجة خطأ أو إغفال؛ انجاز دراسات قانونية في المجالات المرتبطة بنظام التحفيظ العقاري؛
- المساهمة في عملية التأطير والتكوين المستمر لأطر ومستخدمي الوكالة بتنسيق مع مديريتي المحافظة العقارية والموارد البشرية